# Општина Драготешти (Горж)
Драготешти (рум. Drăgoteşti) општина је у Румунији у округу Горж.
Oпштина се налази на надморској висини од 214 m.